# Jüdischer Friedhof (Worms-Herrnsheim)

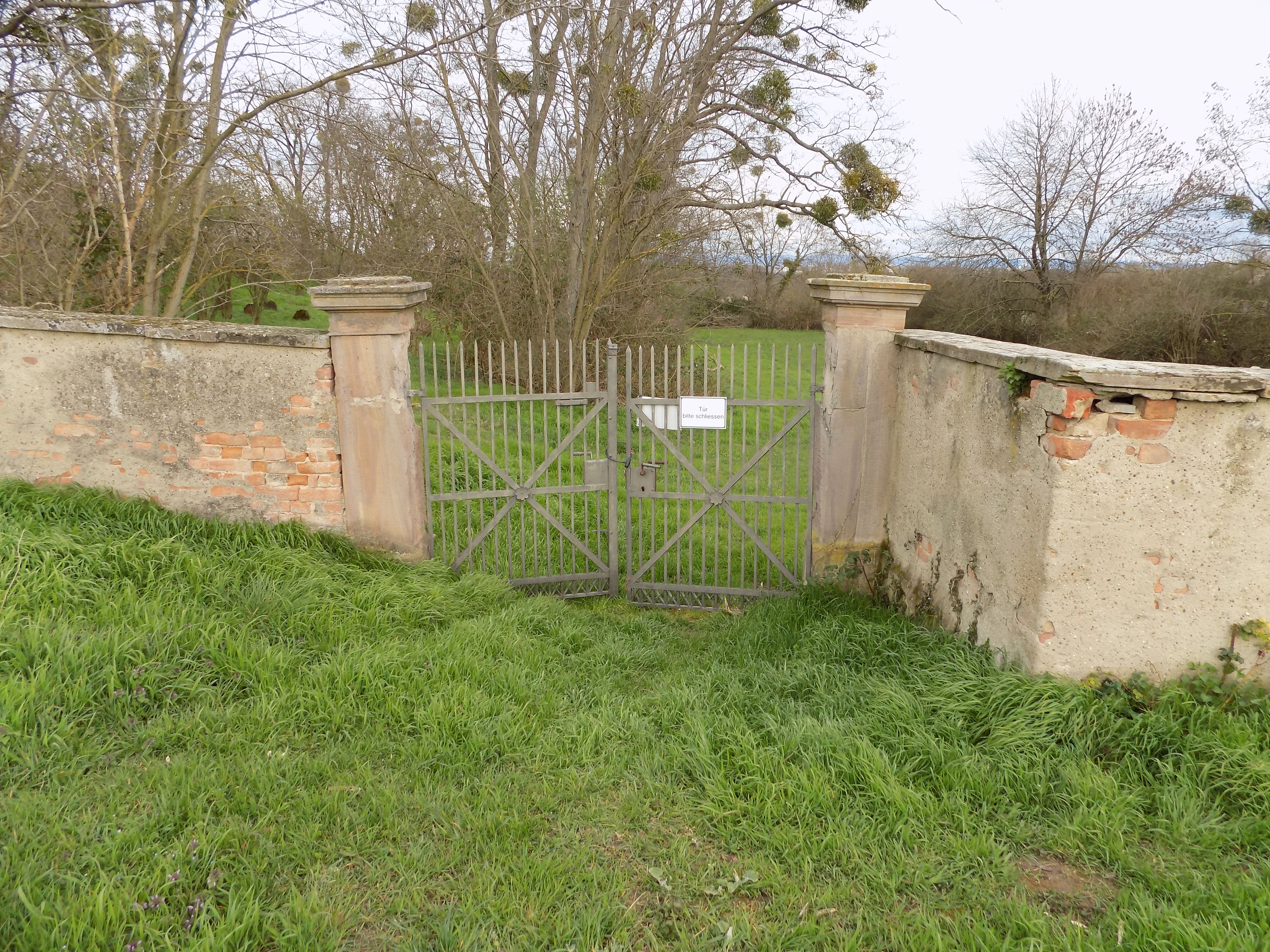
Friedhofseingang

Der Jüdische Friedhof Worms-Herrnsheim  ist ein jüdischer Friedhof im Wormser Stadtteil Herrnsheim mit etwa 200 erhaltenen Grabsteinen (Mazewot) vom Beginn des 18. Jahrhunderts bis 1934. Er liegt nördlich des Stadtteils an der Landstraße nach Abenheim und ist ein geschütztes Kulturdenkmal.

## Geschichte
Im dalbergischen Herrnsheim bestand seit dem frühen 18. Jahrhundert eine kleine jüdische Gemeinde, die um 1830 mit etwa 50 Mitgliedern ihren größten Umfang erreichte. Danach verlor die Gemeinde durch Auswanderung und Wegzüge schnell einen Großteil ihrer Mitglieder, so dass sie kurz nach 1840 zunächst Filialgemeinde der Wormser jüdischen Gemeinde wurde, bevor sie sich 1853 vollständig auflöste. Die wenigen verbliebenen Juden wurden danach der Gemeinde Osthofen zugeordnet.
Der jüdische Friedhof in Herrnsheim entstand etwa gleichzeitig mit der Gemeinde. Er wurde auch nach der Gemeindeauflösung weiter genutzt, die letzte Bestattung erfolgte 1934. Neben den Herrnsheimer Juden wurden hier vor 1832 vermutlich auch Juden aus Leiselheim beerdigt, danach nutzten diese den jüdischen Friedhof in Pfeddersheim.

## Beschreibung

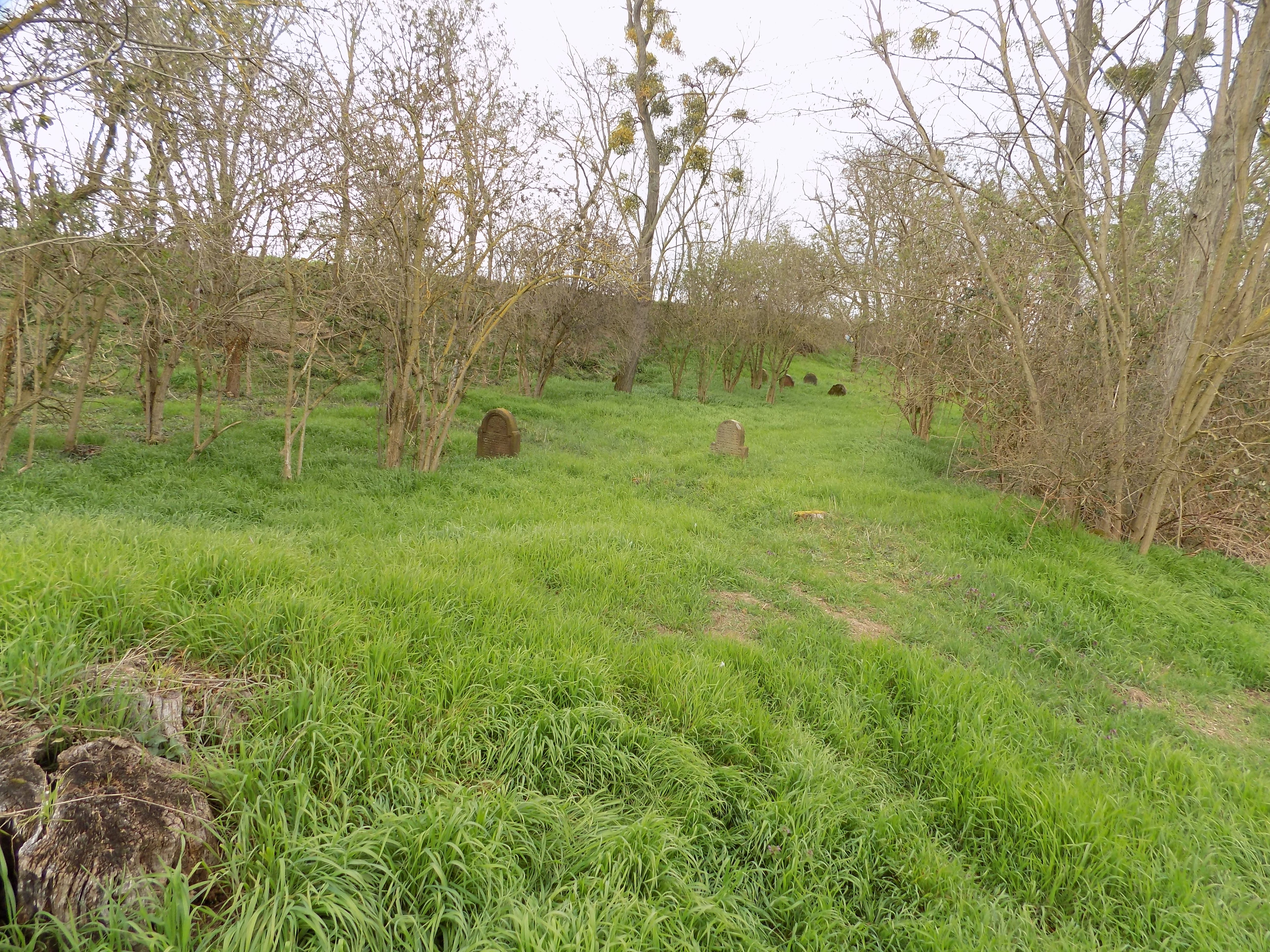
Gräberfeld

Der von Weinbergen umgebene Friedhof umfasst ein rechteckiges Grundstück von 3.157 m², das auf der Westseite von einer Mauer mit Zugangstor abgeschlossen wird. Er zerfällt in zwei Teile, den östlichen älteren Bereich, der nahezu vollständig mit Gräbern belegt ist, und den etwas höher gelegenen westlichen neueren Bereich, auf dessen großer Erweiterungsfläche sich lediglich zwei Grabreihen mit Gräbern des späten 19. und des 20. Jahrhunderts befinden.
Die insgesamt etwa 200 Grabsteine stammen zum Großteil aus dem 19. Jahrhundert, im älteren Teil finden sich einige barocke Steine (unter anderem von 1721/22), im neueren wenige Steine des 20. Jahrhunderts.
Der Friedhof gehört heute der Jüdischen Gemeinde Mainz.